# Steve Sidwell
Steven James Sidwell (* 14. prosince 1982 v Londýně) je anglický fotbalista, který v hraje za anglický Fulham. Je odchovancem londýnského Arsenalu, kde však nenastoupil ani k jedinému zápasu. Proto v roce 2003 přestoupil do Readingu, kde si za čtyři roky svého působení udělal velké jméno a přestoupil do Chelsea. Zde se příliš neprosadil, odešel do Aston Villy a v roce 2011 do Fulhamu, kde si ho vyhlídl trenér Mark Hughes.